# Gáztöltény

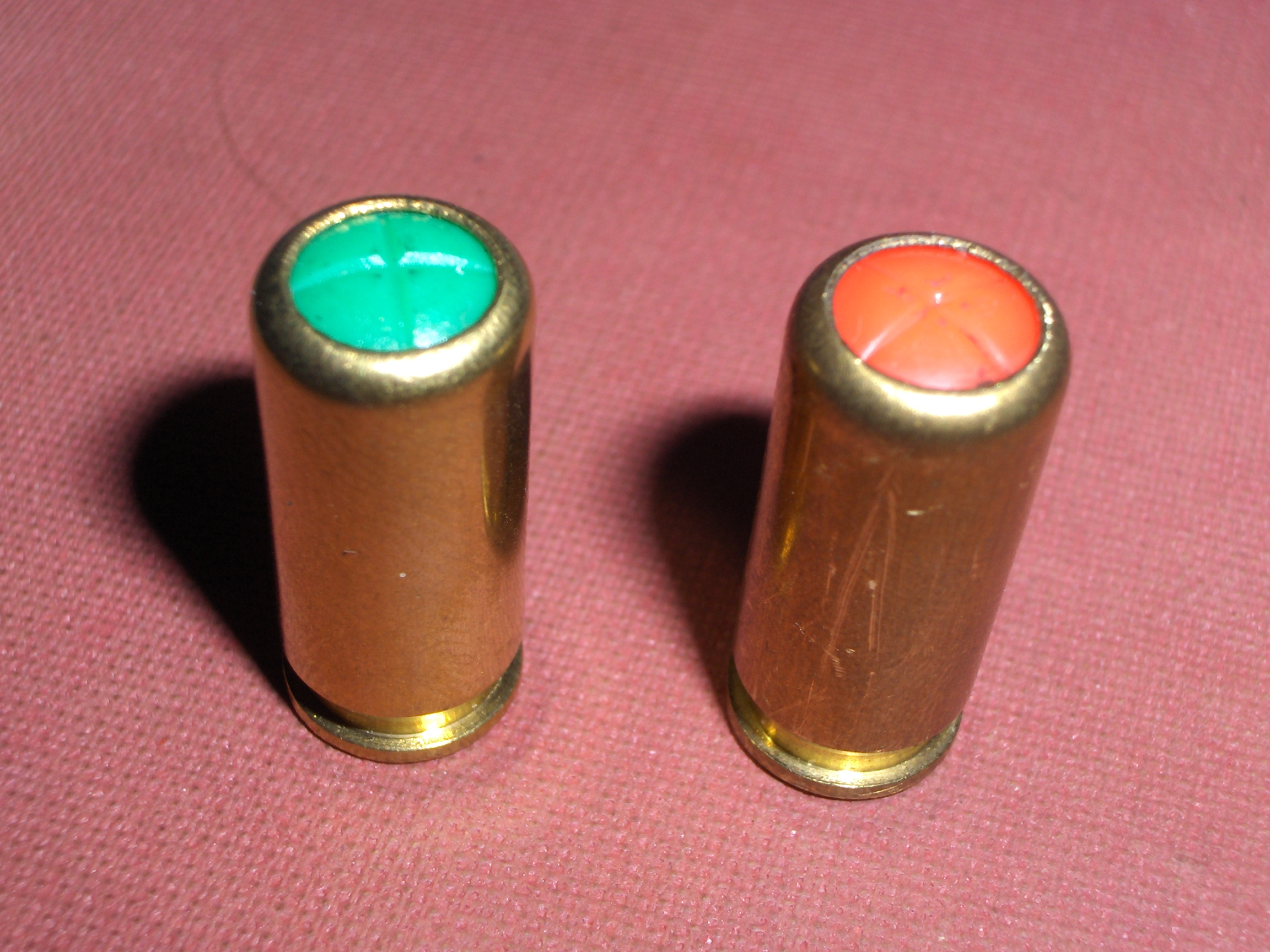
Gáz-riasztó töltények (9 mm PAK riasztó és PV)

A gáztöltény olyan speciális töltény, mely a lövéskor a töltényből kiszabaduló gázokkal éri el hatását. A töltetek általában könnygáz hatásúak. A töltetek célja a nem halálos önvédelem.

## Felépítése és működése
A töltény a hüvelyből, a csappantyúelegyből, védőfóliába zárt kristályos hatóanyagból és a fojtásból áll. A töltény hátuljára az ütőszeg által kifejtett erő hatására a csappantyúelegy berobban, a hő hatására a kristályos hatóanyag szublimál – gáz fejlődik. A nyomásváltozás hatására a hüvely eleje felnyílik és a gáz előrefelé nagy sebességgel kiáramlik. A hatóanyag típusától függően a gáz kis sávban vagy nagy sávban felhőt képez. A gázfelhő bőrrel, nyálkahártyával érintkezve, illetve belélegezve fejti ki hatását.

## Típusai

### Forma
- Hornyolt töltények - általában öntöltő gázfegyverekbe való[* 3]
- Peremes töltények - forgótáras v. revolverekbe való

Mind a két csoport tölténye központi gyújtású.

### Hatóanyag
| Elnevezés | Hatóanyag                                                      | Jelző szín                 | Hatása                                            | Megjegyzés                                                                                  |
| --------- | -------------------------------------------------------------- | -------------------------- | ------------------------------------------------- | ------------------------------------------------------------------------------------------- |
| Riasztó   | nincs                                                          | zöld                       | nincs                                             |                                                                                             |
| CS        | orto-klorobenzilidén-malononitril (80 mg)                      | sárga                      | Nyálkahártya ingerlés, köhögés, könnyezés, hányás | Alkoholos befolyásoltság esetén hatását kevésbé tudja kifejteni                             |
| CN        | klór-aceto-fenon (220–240 mg)                                  | kék, lila, fekete          | Köhögés, könnyezés                                | Korszerűtlen, gyenge hatás, egészségkárosító                                                |
| PV OC     | pelargonsav-vanillilamid / oleoresin capsicum (20, 45, 120 mg) | barna, piros, narancssárga | Nyálkahártya ingerlés, köhögés, könnyezés, hányás | Legkorszerűbb, természetes hatóanyag (kapszaicin) Szokták még paprikának (pepper) is hívni. |
| CR        | adibenz-oxazepin (20, 45, 120 mg)                              |                            | Köhögés, könnyezés, időleges vakság, hányás       | Európában nem használatos! 6-10-szeres a hatása, mint a CS-nek. Komolyan egészségkárosító.  |

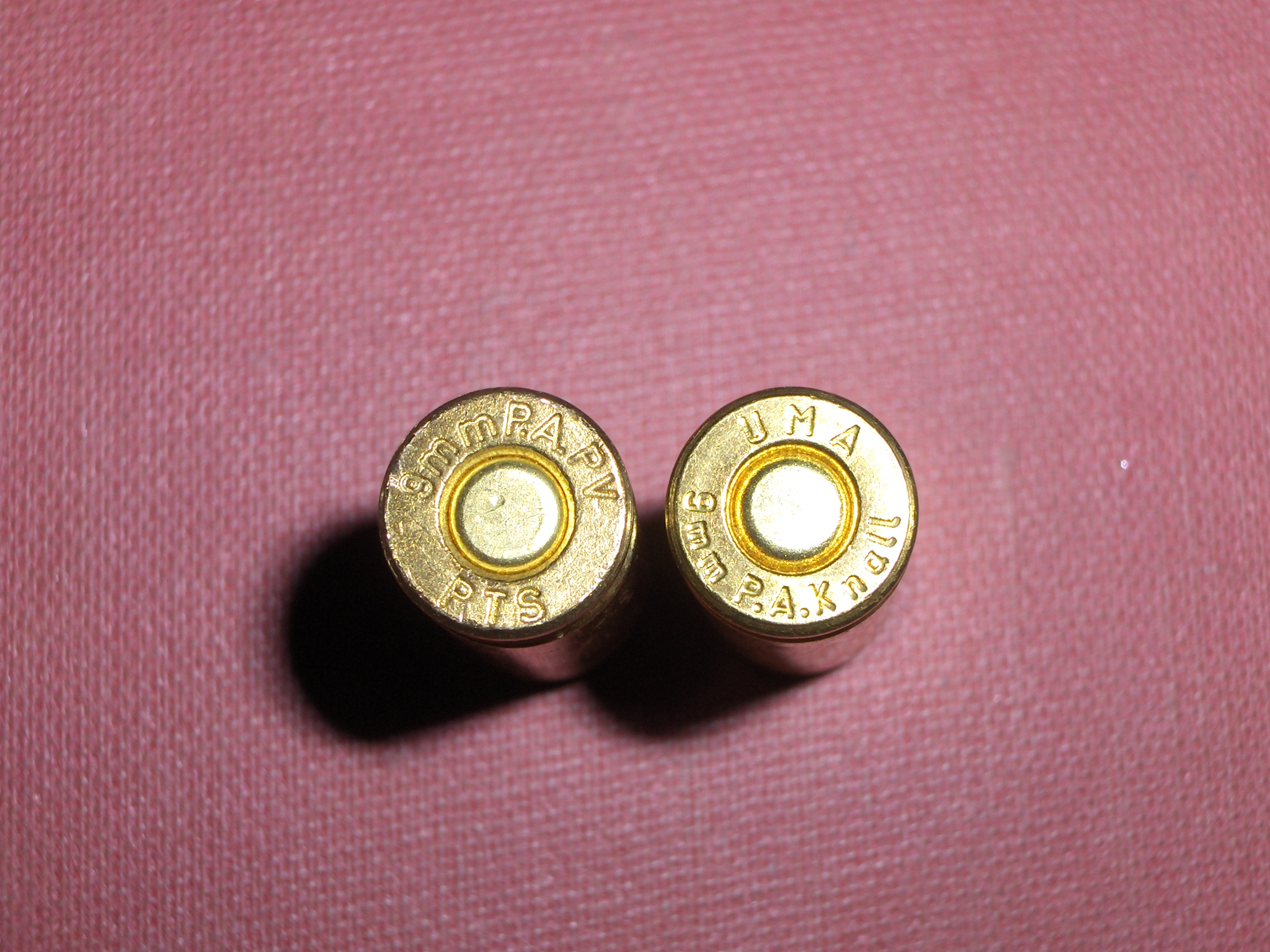
Jól látható a töltények alján a fenékbélyegzés: a kaliber, a gyártó, valamint a PV jelölés, amely a hatóanyagot tünteti fel

A töltet típusát hornyolt töltények esetén színekkel, peremes töltények esetén a talpba mart jelzéssel jelölik.

### Méret
Csakúgy, mint a lőszerek esetében, ezen töltények méretét is kaliberben számolják. Az eltérés csak annyi, hogy a lőszerekhez képest nem a lövedék, hanem a töltényhüvely méretét jelölik. Ezért a kaliber jelzés mellé fel szokták tüntetni, hogy "K" vagy "Knall" (csattanás - riasztás).
| Kaliber            | Hatótávolság | Megjegyzés |
| ------------------ | ------------ | --- |
| 6 mm K             | 1–2 m        | Peremgyújtású. Mára kiszorult.                                                                                |
| .22 LK             | 1–2 m        | Peremgyújtású, a 6 mm-eshez képest jelentős hanghatás.                                                        |
| 9 mm K (9x17 mm)   | 3–4 m        | Központi gyújtású töltény. Igen elterjedt típus. Nitro- vagy feketelőporral töltik.                           |
| .45 SK             | 4 m          | Peremes, központi gyújtású. Bár a legnagyobb kaliber, hatása alig haladja meg a 9 mm PAK-ét. Nem használatos. |
| .315 K             | 3-3,5 m      | A legkisebb hornyolt töltény. Hatótávolsága alig marad el a 9 mm PAK-tól.                                     |
| 8x20 mm K          | 3-3,5 m      | Hornyolt töltény. A 9 mm-esek megjelenéséig a legelterjedtebb típus.                                          |
| 9 mm PAK (9x22 mm) | 4 m          | Hornyolt töltény. Az egyik legelterjedtebb töltény. Jelentős fény- és hanghatás.                              |

## Kapcsolódó szócikkek

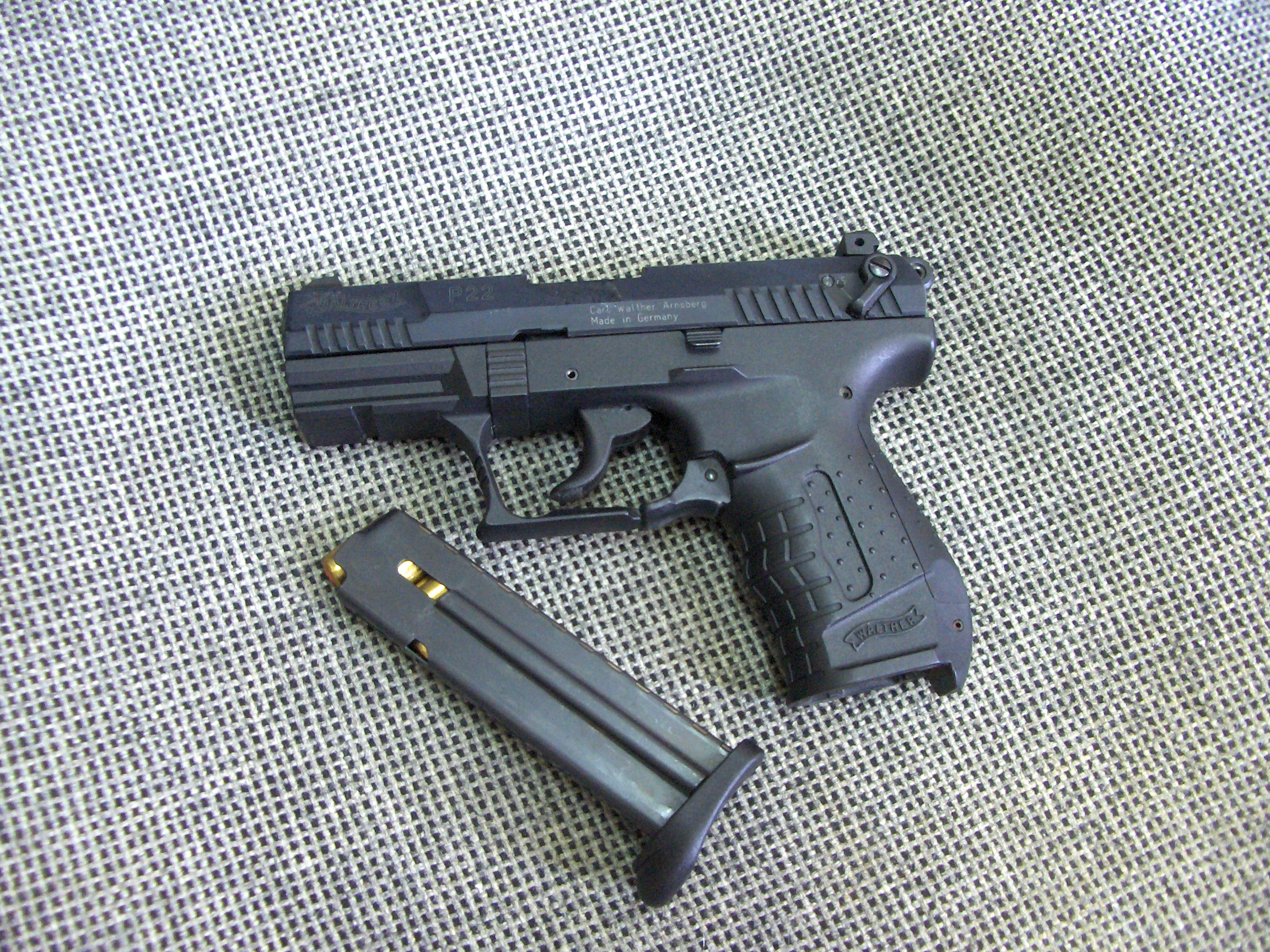
Umarex gyártmányú Walter P22 9 mm öntöltő gázpisztoly kivett tárral. A tárba 7 db 9 mm PAK töltényt lehet tárazni